# Meotyda Nationalpark
Meotyda Nationalpark (ukrainsk: Меотида національний природний парк) dækker en kyststrækning og indre flodmundinger og kystområder på den nordlige kant af det Azovske Hav i Ukraine. Administrationen af selve parken er blevet forstyrret af fjendtligheder i området. Tidligere støttede de beskyttede områder i parken vigtige bestande af trækkende vandfugle og over 100 arter af ynglefugle. Den nuværende status for vilde dyr (fra 2018) afhænger af de forskellige niveauer af militær aktivitet i parken. Administrativt omfatter parken flere underordnede naturreservater og statsjorder, som bevarer deres juridiske status. Parken er opkaldt efter maeotianerne, et gammelt folk, der boede på Azovs kyster; ældgamle navne for selve Azovhavet omfattede Maeotis-søen og Det Maeotiske Hav. Parken krydser flere administrative distrikter, herunder Nikolskyj rajon, Novoazovskyj rajon og Manhusjskyj rajon i Donetsk oblast.

## Topografi
Meotyda blev samlet i 2009 for at samle en række mindre naturreservater, statsområder og kulturelle monumenter langs den nordlige kyst af et Azovske hav, i det sydvestlige hjørne af Donetsk oblast. Parken ligger tæt på Mariupol og er omkring 130 km syd for den regionale by Donetsk og 65 km vest for grænsen til Rusland. Områdets levesteder udviser i sig selv stor mangfoldighed: stepper, kystslette, sumpe ved flodsletter, flodmundinger med varierende saltholdighed, odder, halvøer, sandede skaløer, klitter og saltholdige søer. De to vigtigste kystsektioner for fugle er Belosariaiskka-odden i vest og Kryva-bugten og Kryva-odden i øst. 

## Klima og økoregion
Klimaet i Meotyda er ifølge Köppen klimaklassificering Dfa fugtigt kontinentalt klima (undertype varm sommer), med store sæsonbestemte temperaturforskelle og en varm sommer (mindst en måned i gennemsnit over 22oC og milde vintre.  I Meotyda er nedbøren i gennemsnit 350 mm/år. Vandets temperatur spænder op til et gennemsnit på 27,5oC i juli. 
Meotyda er beliggende i økoregionen den pontisk-kaspiske steppe, en region, der dækker et område af græsarealer, der strækker sig fra Sortehavets nordlige kyster til det vestlige Kasakhstan.

## Nuværende status
Fra 2018 mistede administrationen kontrollen med de østlige dele af parken på grund af kampe om løsrivelse i området. Virkningerne på de sårbare fugle- og dyrelivsbestande er uklare. Parkens direktør rapporterede, at øget militærpatruljering ved kysten af de bibeholdte (vestlige) sektioner har øget sikkerheden for rugende fugle, da det har reduceret presset fra mennesker og hunde.